# Rukwiel
Rukwiel, dziobak (Cakile Mill.) – rodzaj roślin jednorocznych, rzadko bylin, należący do rodziny kapustowatych. Obejmuje 7 gatunków występujących na półkuli północnej oraz w Australii. W Europie rosną dwa gatunki. Jedynym przedstawicielem rodzaju we florze Polski jest rukwiel nadmorska C. maritima. Rośliny te występują na siedliskach związanych z wybrzeżami morskimi. Lokalnie i w okresach głodu rośliny z tego rodzaju wykorzystywane były jako jadalne.

## Morfologia
Rośliny gruboszowate, zwykle nagie, czasem rzadko owłosione. Pędy proste lub pokładające się, z reguły silnie od nasady rozgałęzione. Liście zazwyczaj ogonkowe, rzadko siedzące, mięsiste całobrzegie lub w różnym stopniu wcinane. Kwiaty zebrane w grona, wyraźnie wydłużające się podczas owocowania. Działki kielicha wzniesione, płatki białe do fioletowych. Owocem są łuszczyny lub łuszczynki.

## Systematyka
Pozycja systematyczna
Rodzaj z rodziny kapustowatych Brassicaceae, w której obrębie klasyfikowany jest do plemienia Brassiceae.
Wykaz gatunków
- Cakile arabica Velen.
- Cakile arctica Pobed.
- Cakile constricta Rodman
- Cakile edentula (Bigelow) Hook.
- Cakile geniculata (B.L.Rob.) Millsp.
- Cakile lanceolata (Willd.) O.E.Schulz
- Cakile maritima Scop. – rukwiel nadmorska